# Heavenly Foot Society
Heavenly Foot Society var en organisation i Kina, grundad 1874. Dess syfte var att verka mot den dåvarande seden med fotbindning. 
Det var den första föreningen mot fotbindning i Kina. Den grundades av John Macgowan och hans hustru från London Missionary Society. Den följdes av flera andra missionsföreningar mot fotbindning, och missionärerna i Kina arbetade allmänt mot seden. Missionärerna fördömde seden som barbarisk och motverkade den som en del av sin missionsverksamhet. Bland annat uteslöts personer med bundna fötter från att studera eller arbeta i missionsskolorna. 
Missionärernas rörelse mot fotbindning hade begränsad framgång just för att den sköttes i samband med missionen. Den följdes av den första kinesiska föreningen 1887, 
Foot Emancipation Society, och den första sekulära västerländska föreningen The Tian Zu Hui 1895, som hade större framgång. 